# Acarocybiopsis
Acarocybiopsis är ett släkte av svampar. Acarocybiopsis ingår i divisionen sporsäcksvampar och riket svampar.